# Фермин IV
Фермин IV Кабаљеро Елизондо (шп. Fermín IV Caballero Elizondo; 22. децембар 1974) мексички је репер и пастор, најпознатији као члан групе Control Machete.

## Дискографија
- Mucho Barato... (1996)
- Artillería Pesada Presenta (1999)
- Solo Para Fanáticos (2002)
- Boomerang (2002)
- Uno, Dos: Bandera (2003)
- Los Que Trastornan al Mundo (2005)
- Odio/Amor (2017)
- Decisiones (2019)